# Geokichla princei
Geokichla princei е вид птица от семейство Turdidae.

## Разпространение
Видът е разпространен в Габон, Гана, Камерун, Демократична република Конго, Кот д'Ивоар, Либерия, Сиера Леоне и Уганда.